# François Mathey
François Mathey, född den 17 augusti 1917 i Ronchamp i Haute-Saône i Frankrike, död 3 januari 1993 i Coulommiers i Seine-et-Marne, var en utställningskurator och senare chefskonservator vid Musée des Arts décoratifs i Paris.. 